# Nasxókino
Nasxókino (en rus: Нащёкино) és un poble de l'óblast de Vorónej, a Rússia, segons el cens del 2010 tenia 529 habitants.